# Ryōko Fuda
Ryōko Fuda (jap. 不田涼子 Fuda Ryōko; ur. 25 października 1986 w Kobe) - japońska tenisistka.
Swój debiut w rozgrywkach tenisowych rozpoczęła w wieku piętnastu lat, w listopadzie 2001 roku, biorąc udział w turnieju ITF w Kōfu. Wystąpiła tam z dziką kartą w kwalifikacjach, które wygrała i potem w turnieju głównym dotarła do drugiej rundy. W 2003 r. doszła do po raz pierwszy w karierze do finału turnieju w Tokio i od razu go wygrała, pokonując w finale rodaczkę Maki Arai. W sumie wygrała cztery turnieje w grze singlowej i siedem w grze deblowej rangi ITF.
W 2003 r. zagrała też po raz pierwszy w kwalifikacjach do turnieju WTA w Tokio, ale odpadła w drugiej rundzie i nie zagrała w fazie głównej. Sztuka ta udała jej się na turnieju Pattaya Women's Open, gdzie wygrała kwalifikacje i zagrała w turnieju głównym. Udział swój zakończyła na pierwszej rundzie, ponieważ Chorwatka Silvija Talaja okazała się od niej lepsza.
W 2005 r. spróbowała swych sił w eliminacjach do turniejów wielkoszlemowych, w Wimbledonie i US Open, ale w obu wypadkach przegrała w pierwszej rundzie. W następnym roku poszło jej znacznie lepiej i w kwalifikacjach do Australian Open i US Open dotarła do trzeciej rundy. Po drodze pokonała takie zawodniczki jak: Vanessa Henke, Maria Fernanda Alves, Sabine Klaschka i Kira Nagy. W 2008 r. wygrała swój pierwszy mecz w turnieju głównym WTA, w Tokio, pokonując w pierwszej rundzie Pauline Parmentier.
Najwyższy ranking w singlu, miejsce 143, osiągnęła w styczniu 2006 roku.

## Wygrane turnieje rangi ITF
| turnieje z pulą nagród 100 000 $ |
| turnieje z pulą nagród 75 000 $  |
| turnieje z pulą nagród 50 000 $  |
| turnieje z pulą nagród 25 000 $  |
| turnieje z pulą nagród 15 000 $  |
| turnieje z pulą nagród 10 000 $  |

### Gra pojedyncza
|    | Data       | Turniej       | Kat. | ($)    | Naw.     | Finalistka           | Wynik         |
| 1. | 26/10/2003 | Tokio         | ITF  | 10 000 | twarda   | Maki Arai            | 5:7, 6:3, 6:3 |
| 2. | 01/05/2005 | Hamanako      | ITF  | 25 000 | dywanowa | Casey Dellacqua      | 4:1 krecz     |
| 3. | 28/05/2005 | Phuket        | ITF  | 25 000 | twarda   | Montinee Tangphong   | 6:1, 6:4      |
| 4. | 27/11/2005 | Mount Gambier | ITF  | 25 000 | twarda   | Anastasija Rodionowa | 6:2, 6:3      |